# Francisco Núncio
Francisco Cavaleiro de Ferreira Núncio (Lisboa, 5 de março de 1968) é um cavaleiro tauromáquico português.

## Biografia
Neto paterno do mestre João Branco Núncio, sobrinho-tetraneto do 1.° Visconde de Alcácer do Sal e sobrinho paterno de José de Barahona Núncio, estreou-se na praça de toiros de Alcochete, em 1990. Recebeu a alternativa de cavaleiro tauromáquico em Évora, a 29 de junho de 1995, frente a toiros de D. Luís Passanha, tendo como padrinho João Moura e como testemunha António Ribeiro Telles
Casou com Manuela de Fátima Filipe Fialho, da qual tem dois filhos e duas filhas.